# Immeuble au 22, rue du Général-de-Castelnau à Strasbourg
L'immeuble au 22, rue du Général-de-Castelnau est un monument historique situé à Strasbourg, dans le Bas-Rhin.

## Localisation
Ce bâtiment est situé au 22, rue du Général-de-Castelnau à Strasbourg.

## Historique
L'édifice fait l'objet d'une inscription au titre des monuments historiques depuis 1975.